# Reykjanesviti
Reykjanesviti er Islands ældste fyrtårn, og det fungerer som anduvningsfyr for Reykjavík og Keflavík.
Fyrtårnet er en 31 meter høj konstruktion på spidsen af den sydvestlige Reykjanes-halvø. Den oprindelige struktur blev opført 1878; kun otte år senere blev bygningen ødelagt i et jordskælv. I 1929 blev det nuværende fyrtårn taget i brug, en betonbygning med et traditionelt udseende. Fyrtårnets fokushøjde ligger 73 m.o.h.